# San Juan Mixtepec Distrito 26
San Juan Mixtepec Distrito 26 là một đô thị thuộc bang Oaxaca, México. Năm 2005, dân số của đô thị này là 903 người.